# Rudolf Stenzel
Rudolf Stenzel (* 21. Juni 1960 in Vilsheim) ist ein ehemaliger deutscher Fußballspieler.

## Karriere
Rudolf Stenzel war mit der SpVgg Landshut in der Fußball-Bayernliga 1983/84 gemeinsam mit Helmut Spindler Torschützenkönig.
Er spielte zwischen 1984 und Ende 1988 in der ersten und zweiten Fußball-Bundesliga für den 1. FC Nürnberg. Dabei konnte er 1985 mit dem Club in die erste Bundesliga aufsteigen und in der Saison 1987/88 einen UEFA-Pokal-Platz belegen.
Nach seiner Bundesligakarriere spielte er wieder in der Bayernliga beim MTV Ingolstadt und bei der SpVgg Landshut. 

### Statistik
| Liga          | Spiele (Tore) |
| ------------- | ------------- |
| Bundesliga    | 73 (13)       |
| 2. Bundesliga | 26 (3)        |

| Saison  | Verein         | Liga          | Spiele 1 | Tore |
| ------- | -------------- | ------------- | -------- | ---- |
| 1984/85 | 1. FC Nürnberg | 2. Bundesliga | 26       | 3    |
| 1985/86 | 1. FC Nürnberg | Bundesliga    | 19       | 1    |
| 1986/87 | 1. FC Nürnberg | Bundesliga    | 15       | 5    |
| 1987/88 | 1. FC Nürnberg | Bundesliga    | 27       | 5    |
| 1988/89 | 1. FC Nürnberg | Bundesliga    | 12       | 2    |